# Tovariaceae
Tovariaceae es una familia de plantas de flores con un único género, Tovaria que tiene 42 especies en el orden Brassicales.

## Especies seleccionadas
- Tovaria atropurpurea
- Tovaria bodineri
- Tovaria davurica
- Tovaria delavayi
- Tovaria diffusa